# Краљевско позориште Ла Моне
50° 50′ 59″ С; 4° 21′ 14″ З / 50.849722° С; 4.353889° З
Краљевско позориште Ла Моне (фр. Théâtre royal de la Monnaie, хол. Koninklijke Muntschouwburg) је оперска кућа у центру Брисела, Белгија. Данашње име Ла Моне потиче од зграде ковнице новца (фр. La Monnaie), која је претходила згради позоришта, али се пун назив Краљевско позориште Ла Моне односи како на саму зграду тако и на оперску трупу. У периоду од 1700. до 1819. године театар је носио назив Позориште Ла Монуа (фр. Théâtre de la Monnoye). Краљевско позориште Ла Моне је национална опера Белгије и у надлежности је федералних институција. Као водећа оперска кућа Белгије, представља једну од ретких културних институција која добија финансијску подршку од савезне владе Белгије, док се остали оперски театри у Белгији, ка ошто су: Опера и балет Фландрије (хол. Opera Ballet Vlaanderen) и Краљевска опера Валоније (фр. Opéra Royal de Wallonie), финансирају из регионалних буџета.

## Историја
Краљевско позориште Ла Моне једно је од најзначајнијих оперских кућа Европе. Од свог оснивања крајем 17. века до данас, сведок је великих културних и историјских промена. Његова историја обухвата више фаза изградње, реконструкција и уметничког развоја, који су обликовали његову репутацију као једног од водећих европских позоришта.

### Театар Ђовани Паола Бомбарда (1700—1818)
Први стални јавни театар у Бриселу изграђен је између 1695. и 1700. године, као део обнове града након француског бомбардовања 1695. године. Венецијански архитекти Паоло (итал. Paolo Bezzi) и Пиетро Беци (итал. Pietro Bezzi) подигли су зграду на месту бивше ковнице новца, одакле је и потекло име театра. Позориште је основао Максимилијан II Емануел, владар Баварске (династије Вителсбах) и кнез-изборник Светог римског царства, гувернер Хабзбуршке Низоземске, који је задужио италијанског финансијера Ђовани Паола Бомбарда (итал. Giovanno Paolo Bombarda), да осигура средства и надгледа изградњу. Тачан датум првог извођења 1700. године остаје непознат, али прва најава представе у локалним новинама била је за оперу Атис (фр. Atys), Жан-Батиста Лилија, која је одржана 19. новембра 1700. за седамнаести рођендан краља Филип V од Шпаније у присуству гувернера. Током 18. века, театар је постао други по значају у француском говорном подручју, поред  париских позоришта. Под покровитељством принца Карла Александра од Лотарингије, гувернера Хабзбуршке Низоземске од 1744. године, Ла Моне је развио сопствени оперски ансамбл, балетску трупу и оркестар. Међутим, у последњим годинама аустријске владавине, Јосиф II, цар Светог римског царства (1765—1790) и владар Хабзбуршке монархије (1780—1790), увео је строге политичке мере које су смањиле број представа. После 1795. године, када су француске револуционарне снаге окупирале Белгију, театар је постао француска државна институција. У том периоду, познати француски глумци и певачи редовно су наступали у театру током турнеја. Тадашњи први конзул Француске Републике Наполеон, који је посетио Брисел, оценио је стари театар као превише дотрајао за један од најпрестижнијих градова његове будуће империје, па је наредио да се израде планови за замену старе зграде. Ови планови биће реализовани тек 1818. године, када је стара зграда Паола Бомбарда срушена под покровитељством нове Уједињене Краљевине Низоземске.

### Театар Луја Дамема (1819–1855)
Француски архитекта Луј Дамем (фр. Louis Damesme) пројектовао је нову зграду театара (у неокласичном архитектонском стилу), која је свечано отворен 25. маја 1819. године извођењем опере Каирски караван (фр. La Caravane du Caire), композитора Андреа Гретрија (фр. André Ernest Modeste Grétry) Нови театар, позициониран у центру града, постављен је у средиште тада новоизграђеног трга. Ово је дало згради монументалан изглед и побољшану безбедност, пошто је зграда била лакше доступна ватрогасцима те је ризик од ширења пожара био је смањен. Као најважнији француски театар Уједињене Краљевине Низоземске, Ла Моне је имао национални и међународни значај, при чему је театар био под надзором града Брисела који је имао право да именује директора задуженог за његово управљање. Ла Моне је одиграо важну улогу у формирању Краљевине Белгије. Опера Данила Обера Неми из Портиција (фр. La Muette de Portici) била је заказана за август 1830. године, али ју је краљ Вилем I од Холандије забранио због подстицања на побуну. Представа је ипак одржана а током извођења ове опере 25. августа 1830. године избила је побуна покренувши тако Белгијску револуцију, која је на крају довела до независности земље.

### Театар Жозефа Поларта (1856–1901)
Након пожара који је уништио зграду театара 1855. године, реконструисана је по пројекту архитекте Жозефа Поларта (фр. Joseph Poelaert). Његов еклектички стил ентеријера, са елементима необарока, нео рококоа и неоренесансе, као и раскошни декор, дају му јединствен изглед који се задржао до данас. Аудиторијум је осветљавао огромни кристални лустер направљен од позлаћене бронзе и венецијанских кристала (који се и данас налази у центру куполастог плафона). Нови театар Ла Моне са 1.200 места, отворен је 28. март 1856. године извођењем комичне опере Фроментала Алевиа (фр. Fromental Halévy), Индијанка Јагуарита (фр. Jaguarita l'Indienne). Након првог извођења опере Танхојзера у Паризу (1861. године), као и након француско-пруског рата (1870. године), Рихард Вагнер је изабрао Брисел као идеално место за стварање својих дела на француском, па је тако театар Ла Моне постао од 1870. године, француска престоница вагнеризма.

### Театар Ла Моне у 20. веку
Законом од 19. априла 1963. године Театар Ла моне постао је јавна установа под називом Краљевско позориште Ла Моне. Током 20. века, зграда Ла Моне је прошла неколико реконструкција. Велика обнова изведена је  у периоду 1985–1986, када је модернизована сцена, док је аудиторијум задржао свој аутентични изглед. Белгијски архитекта из Лијежа, Шарле Фандехофен (хол. Charles Vandenhove, направио је нови архитектонски концепт за улаз а такође је дизајнирао и нову унутрашњу декорацију за Краљевски салон (просторију која је повезана са Краљевском ложом). Театар је свечано отворен 12. новембра 1986. године уз извођење Бетовенове Симфоније бр. 9. Доградња и реновирање настављени су током 1998. године када су купљене: напуштена зграда робне куће (око 20.000 м²) и неокласична вила, обе смештене директно иза опере које су реновиране и адаптиране за техничке и административне просторије театра.

### Ла Моне у 21. веку
Реновирање је настављено и 2015–2017, чиме је омогућено извођење технички захтевнијих продукција. Поред уметничког рада Ла Моне је посвећен чувању своје историјске и архивске грађе. Већина старих архивских докумената који се односе на позориште чува се у Архиву Града Брисела (фр. Archives de la Ville de Bruxelles). Такође постоји архивски фонд који се углавном односи на рачуноводство позоришта, а обухвата период од 1771. до 1816. године, који се чува у Општем државном архиву (фр. Archives générales du Royaume). Од 1995. године, театар је ангажовао архивисту чији је задатак да пописује и чува целокупну документациону грађу позоришта. Током последње три деценије, Краљевско позориште Ла Моне је постало једно од највећих и најистакнутијих оперских кућа у Европи. Осим класичних оперских продукција, Ла Моне је био домаћин и савремених авангардних представа. Оперска кућа такође активно подржава нове продукције и редитеље који уносе савремене елементе у традиционални репертоар. Ла Моне је члан следећих оперских организација: Опера Европа (фр. Opéra Europe), Европска мрежа за информисање о опери и плесу (фр. Réseau européen pour la sensibilisation à l'opéra et à la danse, RESEO), Европска мрежа оперских академија (енгл. European network of opera academies, enoa). Жири организација Опера Европа је 19. новембра 2024. године у Берлину прогласио Краљевско позориште Ла Моне за најбољу оперску кућу 2024.

## Архитектонске карактеристике
Позориште је препознатљиво по својој неокласичној фасади са коринтским стубовима, као и раскошном унутрашњем декору. Главни аудиторијум има простор који омогућава одличну акустику, док је сцена једна од технички најнапреднијих у Европи.